# Estadio Deportivo Cali

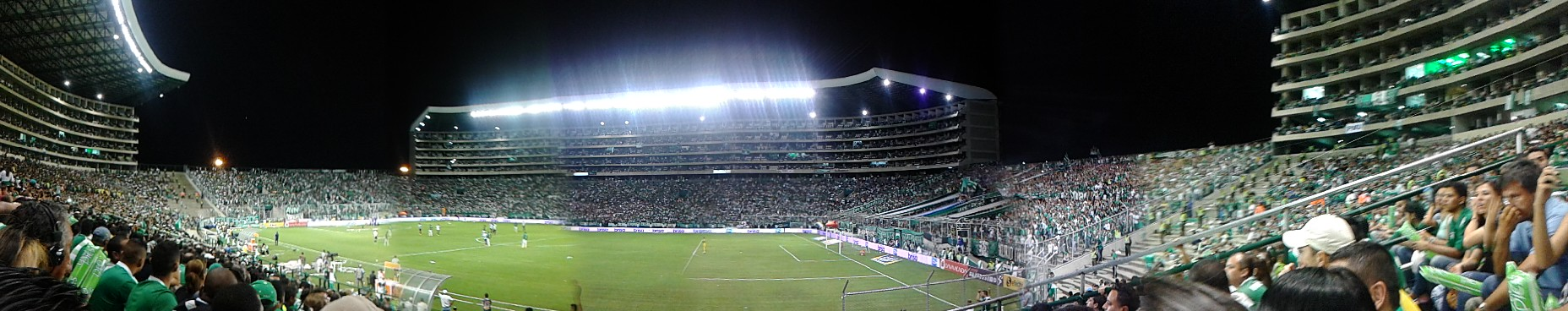
Stadion Deportivo Cali

Estadio Deportivo Cali – wielofunkcyjny stadion, domowa arena klubu piłkarskiego Deportivo Cali z Cali w Kolumbii (Ameryka Południowa). 
Wielkość boiska wynosi 110m x 75m, a pojemność całkowita 52 000 osób.
Mecze piłkarskie, koncerty i inne wydarzenia miały miejsce przed i po oficjalnym otwarciu, ale nie zostały uznane za ważne przed inauguracją, którą był mecz piłkarski między Kolumbią a Nigerią rozegrany 19 listopada 2008 roku, lokalny zespół odniósł zwycięstwo 1:0.
Stadion znajduje się na trasie łączącej Cali i Palmirę, w pobliżu portu lotniczego Alfonso Bonilla Aragón. Nowo wybudowany stadion, o pojemności 42 000 osób, był pierwszym i jedynym udanym projektem stadionu z wielu, które zostały zaplanowane w Kolumbii, w tym stadionów dla klubów: Los Millonarios, Atletico Nacional i Independiente Medellín, które nie zostały zrealizowane z przyczyn ekonomicznych.